# Ordinář

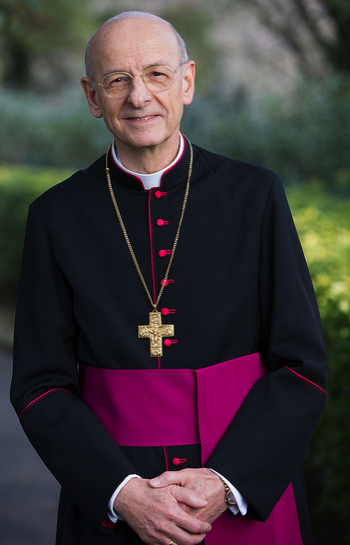
Ordinář osobní prelatury Opus Dei prelát Fernando Ocáriz Braña

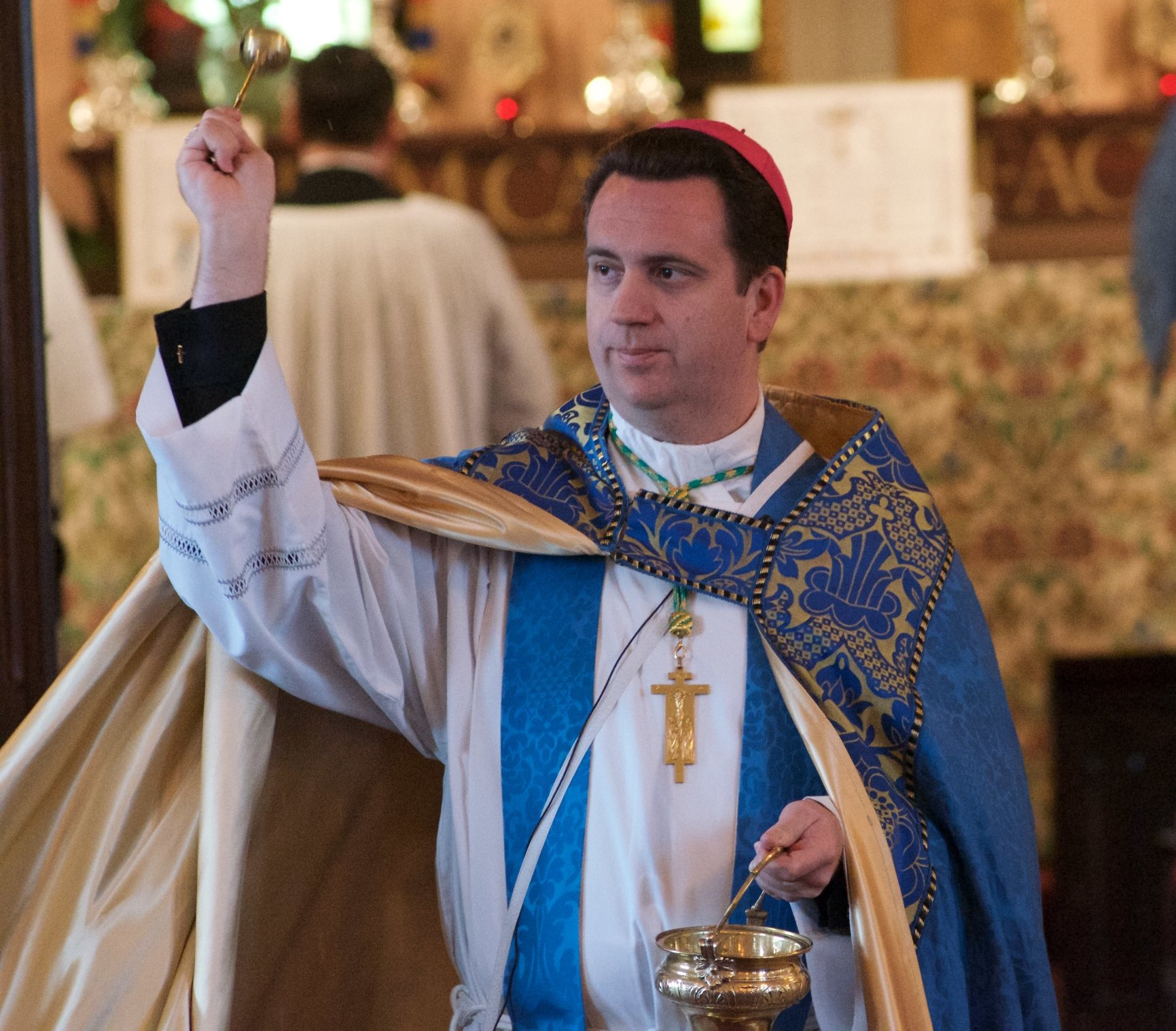
Mons. Lopez, ordinář Osobního ordinariátu stolce svatého Petra během úkonu asperges

Ordinář je v Katolické církvi nositel církevního úřadu na úrovni biskupa. Také se může jednat o označení pro určitého lékaře.

## Církev
Rozlišujeme místního ordináře, který je představeným určitého území (typicky správce diecéze nebo územní jednotce jí na roveň postavené, ať již jde o biskupa, územního opata, územního preláta nebo o mimořádného správce), a prostého ordináře (typicky např. vojenský ordinář či řádový ordinář, např. provinciál, generální představený, nebo osobní prelát), který má pravomoci nad svými podřízenými bez ohledu na místo jejich pobytu. V pravoslavných církvích je ekvivalentem pojem hierarcha.
Ordinářem ve své provincii byl podle Liber sextus (VI 1.15.2) i papežský legát a latere.
Úřad ordináře se nazývá ordinariát.

## Medicína
Jako ordinář nebo ordinarius se také označoval lékař, který přímo ošetřuje pacienta (ordinuje mu léky), na rozdíl od lékařů, které si bere na poradu.
Nyní se jako ordinář označuje lékař, který na rozdíl od primáře nemá přidělena lůžka pacientů. 